# Pilaria discicollis
Pilaria discicollis är en tvåvingeart som först beskrevs av Johann Wilhelm Meigen 1818.  Pilaria discicollis ingår i släktet Pilaria och familjen småharkrankar. Arten är reproducerande i Sverige.

## Underarter
Arten delas in i följande underarter:
- P. d. discicollis
- P. d. simulans